# Vargasiellinae
De Vargasiellinae vormen een subtribus van de Cymbidieae, een tribus van de orchideeënfamilie (Orchidaceae).
De naam is afgeleid van het enige geslacht Vargasiella, dat slechts twee zeldzame en weinig bekende soorten epifytische orchideeën uit het Neotropisch gebied omvat, gekenmerkt door een monopodiale groei en een trosvormige bloeiwijze.

## Taxonomie enfylogenie
De subtribus Vargasiellinae werd oorspronkelijk genoemd door Dressler in 1993 om het geslacht Vargasiella te plaatsen. Die plaatsing is ondertussen bevestigd door Romero en Carnevali (1993) en door Szlachetko (1995).

### Geslachtenlijst
- Subtribus: Vargasiellinae
  - Geslacht:
    - Vargasiella